# Ernst Željezni
Ernst I. zvani Željezni (Bruck an der Mur, oko 1377 – Bruck an der Mur, 10. lipnja 1424.) bio je austrijski vojvoda iz dinastije Habsburg te vojvoda Štajerske, Koruške i Kranjske. On je bio prvi Habsburgovac nakon Rudolfa IV. koji je nosio titulu nadvojvode od Austrije te glasi kao jedan od očeva utemeljitelja svoje dinastije.